# غیرت ساریمساکوف
غیرت ساریمساکوف (انگلیسی: Kairat Sarymsakov؛ زادهٔ ۳۱ مهٔ ۱۹۸۹) ورزشکار تکواندو اهل قزاقستان است.
وی در مسابقات کشوری و بین‌المللی در مجموع برندهٔ ۲ مدال برنز شده‌است.